# Té nước
Té nước là một lễ hội lâu đời của người Thái, người Lào, người Miến và người Khmer. Trong dịp lễ này, người ta mang nước ra đường và đổ vào người qua đường như một cử chỉ cầu phúc an lành cho năm mới. Ở Thái Lan, người ta bôi tinh bột mỳ vào người khi tham gia lễ hội này để cầu chúc may mắn cho nhau. Lễ hội té nước là một dịp thu hút khách du lịch nước ngoài ở Tây Song Bản Nạp (Trung Quốc), Thái Lan, Lào, Campuchia và Myanmar. Trong dịp này, người ta đi thăm ông bà cha mẹ để tỏ lòng hiếu thảo.
Ở Thái Lan, do Phật giáo là quốc giáo cho nên người Thái ăn Tết theo Phật lịch, năm mới được tính bắt đầu bằng ngày Đản sinh của đức Phật. Sau lễ tắm Phật trên chùa, người dân bắt đầu mừng năm mới bằng lễ hội té nước.
Trong mấy ngày tết, người ta vui chơi ca hát, đi chùa thăm thú bà con liên hoan và uống rất nhiều rượu. Nhìn từng đoàn nối nhau rồng rắn vừa đi vừa múa hát với tiếng khèn bè, tiếng trống rộn ràng. Mọi người té nước vào nhau để cầu may mắn (Hốt nặm) và cũng lá cầu mưa cho vụ mùa sắp tới (đón mùa mưa đến). Đặc biệt một điều rất hay là dù bất cứ bạn là ai cũng được đón tiếp rất trọng thị.